# Miquèu Tronc
Miquèu Tronc (Lançon-Provence ?) fou un escriptor occità, criat a Selon de Provença, escriví entre 1580 i 1600 Las Humours à la lourguino, manuscrit trobat a Carpentras on narra la història del capità Lorge, del que també en parla Pèire Pau. Potser tracta de rivalitats acadèmiques provençals, ja que la seva s'opoasva a la de Loïs Belaud de la Belaudièra. Políticament fou membre del partit profrancès, 
El seu estil és convencional. Va escriure Elegies, Sonets i Cançons que acusen una imitació fidel de la paraseografia francesa. També va escriure Lo mainatge d'Isabeu, Infàncies de Dardanèu (on hi reprodueix el llenguatge infantil) i Franquin e Salingonberta, farcit de bromes entre enamorats de gust poc refinat i humor gruixut.